# آلساندرو هابر
آلساندرو هابر (ایتالیایی: Alessandro Haber؛ زادهٔ ۱۹ ژانویهٔ ۱۹۴۷) کارگردان و بازیگر اهل ایتالیا است.
از جمله فیلم‌های وی می‌توان به لیگابوئه، باکره کوچک، فارغ التحصیلان، ارواح شهوت‌زده، جان‌سخت، زیر نشان عقرب، به خانه برگرد گُری، بزرگ که شدم، کاپوت موندی، نجیب و بدجنس و فروشگاه بزرگ اشاره کرد.